# Kelvin Yeboah
Kelvin Kwarteng Yeboah (* 6. Mai 2000 in Accra) ist ein italienisch-ghanaischer Fußballspieler.

## Karriere

### Verein
Yeboah spielte in seiner Jugend für West Ham United und den AC Gozzano. Im November 2017 absolvierte er ein Probetraining in Dänemark beim Aalborg BK. Zur Saison 2018/19 wechselte er zum österreichischen Zweitligisten WSG Wattens, bei dem er einen bis Juni 2019 laufenden Vertrag erhielt.
Sein Debüt in der 2. Liga gab er im August 2018, als er am dritten Spieltag jener Saison gegen den SK Austria Klagenfurt in der 60. Minute für Oliver Filip eingewechselt wurde. Mit der WSG Wattens stieg er als Zweitligameister in die Bundesliga auf, woraufhin sich der Verein in WSG Tirol umbenannte. Für die WSG kam er in der Bundesliga zu 40 Einsätzen, in denen er acht Tore erzielte.
Im Februar 2021 wechselte Yeboah zum Ligakonkurrenten SK Sturm Graz, bei dem er einen bis Juni 2024 laufenden Vertrag erhielt. Bei den Grazern gelang ihm schließlich der Durchbruch in der Bundesliga: Im Doppelsturm der 4-4-2-Raute von Christian Ilzer konnte er sich direkt gegen Bekim Balaj und Kevin Friesenbichler durchsetzen und kam bis Saisonende in 16 der restlichen 17 Saisonspiele zum Einsatz (eine Partie verpasste er gesperrt) und erzielte dabei sechs Tore – so viele waren ihm bei der WSG in keiner Ligasaison gelungen. Auch im Herbstdurchgang der Saison 2021/22 konnte er an seine Leistungen der Vorsaison anknüpfen: Er kam in allen 18 Partien zum Einsatz und erzielte dabei elf Tore, damit war er hinter dem deutschen Nationalspieler Karim Adeyemi der zweitbeste Torschütze der Liga. Bei Sturm gab er im August 2021 in der Qualifikation zur UEFA Europa League auch sein internationales Debüt, Sturm setzte sich mit 5:1 gegen den NŠ Mura durch, Yeboah steuerte ein Tor und eine Vorlage bei. In der Gruppenphase selbst blieb er allerdings blass und konnte in fünf Partien keine Scorer anschreiben, eine Partie verpasste er Corona-erkrankt.
Bereits nach einem Jahr verließ der italienische U-21-Teamspieler Graz im Januar 2022 wieder und wechselte zurück in seine Heimat zum CFC Genua. Sturm sprach dabei von der höchsten Ablöse in der Klubgeschichte, laut Medien betrug diese um die sechseinhalb Millionen Euro plus eventueller zukünftiger Boni, einen Teil der Ablöse bekam die WSG. Mit Genua stieg er am Saisonende in die Serie B ab, in der er elfmal eingesetzt wurde. Nach einem sportlich durchwachsenen Jahr wechselte Yeboah im Januar 2023 auf Leihbasis bis zum 30. Juni 2023 in die deutsche Bundesliga zum FC Augsburg. Für den FCA debütierte er am 22. Januar 2023 bei der 3:4-Niederlage gegen Borussia Dortmund, bei der er seine erste Torvorlage zum zwischenzeitlichen 3:3-Ausgleich durch David Colina beisteuern konnte. Sein erstes Tor für die Augsburger und damit auch sein erstes Bundesligator erzielte Yeboah am 13. Mai 2023 während des Auswärtsspiels beim VfL Bochum zum 2:3 Endstand. Da die Fuggerstädter die Kaufoption nach Ablauf der Spielzeit nicht gezogen haben, kehrte Yeboah zunächst zum CFC Genua zurück, ehe er kurz vor Ende der Sommertransferperiode am 1. September 2023 leihweise zum französischen Erstligisten HSC Montpellier wechselte. Im Januar 2024 wurde die Leihe vorzeitig beendet und Yeboah wechselte per Leihe mit Kaufoption nach Belgien zu Standard Lüttich. Dort wurde er bei 14 von 17 möglichen Ligaspielen eingesetzt, in denen er sechs Tore schoss.
Nach Ablauf der Leihe kehrte Yeboah im Sommer 2024 zunächst nach Genua zurück, ehe er Ende Juli fest zu Minnesota United in der US-amerikanischen MLS wechselte.

### Nationalmannschaft
Im Januar 2019 wurde er erstmals in den Kader der ghanaischen U-20-Auswahl berufen. Im August 2021 wurde er erstmals für die italienische U-21 nominiert. Im September 2021 debütierte er daraufhin gegen Luxemburg in Italiens U-21-Team.

## Persönliches
Kelvin Yeboah wurde bei seiner Verpflichtung in Wattens als Sohn des ehemaligen Bundesliga- und ghanaischen Nationalspielers Anthony Yeboah vorgestellt. Er selbst bezeichnete diesen im September 2019 in einem Interview als Papa. Im Oktober 2019 gab er schließlich zu, dass Anthony lediglich sein Onkel sei.